# I. Eudamidasz spártai király
I. Eudamidasz (görög betűkkel Εὐδαμίδας Α'),  eurüpóntida spártai király volt, uralkodása Kr. e. 331 – Kr. e. 306 vagy Kr. e. 305 közé tehető.
III. Arkhidamosz spártai király ifjabb gyermeke volt.
I. Eudamidasz az egyre növekvő erejű Makedóniával való barátságos viszonyra törekedett.
Uralkodása békésnek és konszolidáltnak mondható, ám a továbbiakban semmi említésre méltó dolgot nem tett. A Kr. e. 305 körül bekövetkezett haláláig Spárta Eüropóntida királya.
| Előző uralkodó: III. Agisz | Spárta eurüpóntida királya Kr. e. 331 – kb. Kr. e. 305 | Következő uralkodó: IV. Arkhidamosz |